# Gennadi Gusarov
Gennadi Aleksandrovich Gusarov (Moscou, 11 de março de 1937 - 2 de junho de 2014) foi um futebolista soviético que atuava como meia-atacante.

## Carreira
Gennadi Gusarov fez parte do elenco da Seleção Soviética de Futebol, na Copa do Mundo de 1958 e 1962. 

## Títulos
- Primeira Divisão Soviética: 1960, 1963.
- Copa da União Soviética
- Artilheiro da Primeira Divisão Soviética: 1960, 1961.